# Zograscopio

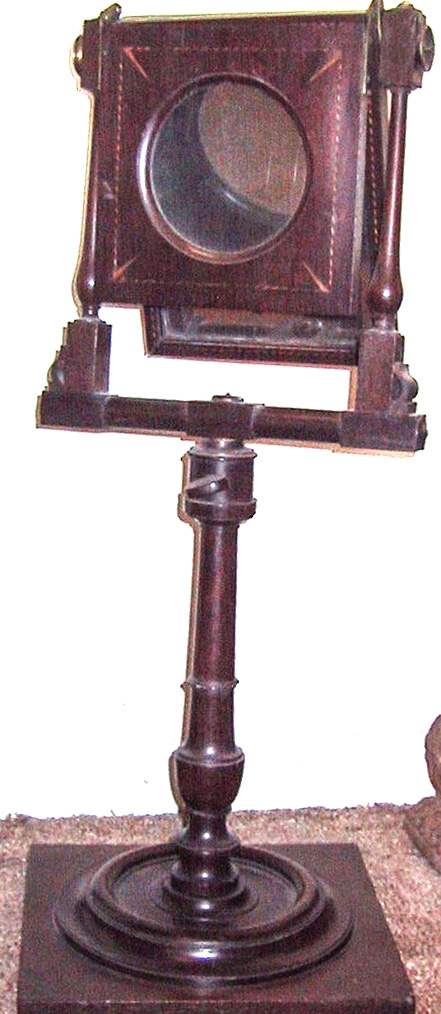
Gran visor de sobremesa para la visualización de impresiones ópticas. Finales del siglo XVIII

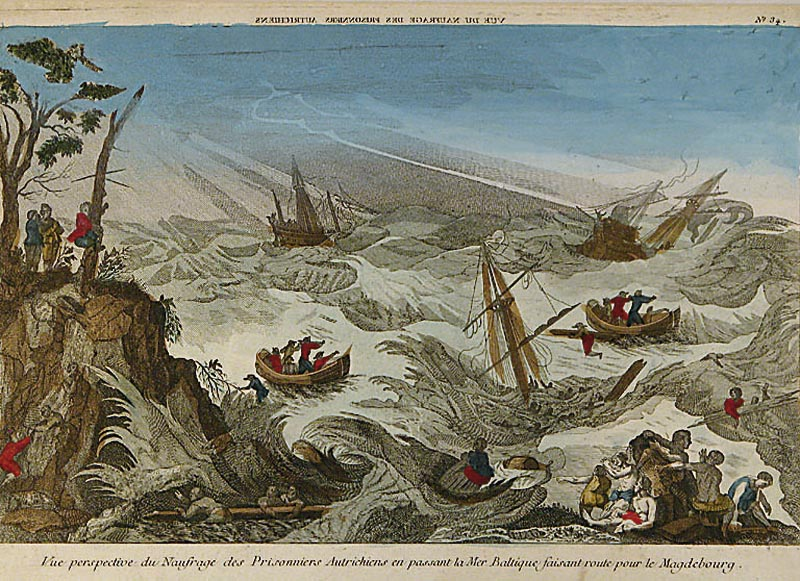
Un ejemplo de una imagen diseñada para verse con un zograscopio equipado con un espejo. Su texto está escrito de derecha a izquierda.

Un zograscopio es un dispositivo óptico para mejorar la sensación de percepción de profundidad obtenida a partir de una imagen plana. Consiste en una gran lupa a través de la que se ven imágenes generalmente preparadas para el aparato. Algunos modelos tienen la lente montada en un soporte frente a un espejo en ángulo, lo que permite mirar a través de la lente a la imagen plana situada sobre una mesa mientras se está sentado. Las imágenes vistas de esta forma deben invertirse de izquierda a derecha; esto es obvio en el caso de la escritura. Una impresión hecha para este propósito se llama originalmente en francés vue d'optique (vista de perspectiva en español).
Según Michael Quinion, el origen del término se ha perdido, pero el aparato también se conoce como espejo diagonal, máquina óptica de soporte o máquina óptica diagonal.
Los zograscopios fueron populares durante la segunda mitad del siglo XVIII como entretenimiento de salón. La mayoría de ellos son muebles finos, con soportes giratorios, molduras, accesorios de latón y delicados acabados.

## Historia
En 1677, el escritor alemán Johann Christoph Kohlhans describió el efecto de una lente convexa añadida a una cámara oscura como si los objetos aparecieran "a simple vista dotados de anchura, amplitud, naturalidad y distancia".
En 1692, William Molyneux escribió en su "Dioptrica Nova" que "las pinturas en perspectiva aparecen naturales y fuertes a través de lentes convexas debidamente aplicadas".
El zograscopio se desarrolló alrededor de 1745 en Inglaterra y pronto se imprimieron muchas imágenes en perspectiva, principalmente de vistas con arquitectura urbana. La referencia más antigua conocida sobre el dispositivo se encuentra en un anuncio en un periódico inglés de abril de 1746.

## Funcionamiento
Una forma en la que un zograscopio mejora la percepción de la profundidad es minimizando el efecto de otras referencias visuales que permiten apreciar la naturaleza pictórica de una imagen plana al sentido de la vista. La imagen se magnifica, dándole un ángulo visual similar al de la escena real que está representando la imagen. Los bordes de la imagen quedan bloqueados por el marco de la lente. La luz que llega desde la lente al ojo está colimada, lo que dificulta su acomodación.
Una segunda forma en que un zograscopio mejora la percepción de la profundidad es creando estereopsis. Debido a que cada ojo ve la imagen desde una posición diferente, las visuales de los contornos de la imagen pueden diferir para cada ojo, creando un efecto estereoscópico. Además, las partes en color de la imagen se refractan de forma diferente para cada ojo, creando una versión de cromoestereopsis.

## Construcción de versiones modernas
Se puede construir un zograscopio simple a partir de un marco (cortando una abertura rectangular en el fondo de una caja de cartón) y colocando en su interior una gran lente de Fresnel de aumento, disponible en las tiendas de artículos de papelería. Cuando se coloca sobre un monitor de computadora que muestra una fotografía de una escena natural, se mejorará su profundidad aparente.